# Дифракция Френеля

Схема эксперимента дифракции на круглом отверстии

Дифра́кция Френе́ля — дифракционная картина, которая наблюдается на небольшом расстоянии от препятствия, по условиям, когда основной вклад в интерференционную картину дают границы экрана.
На рисунке схематично изображён (слева) непрозрачный экран с круглым отверстием (апертура), слева от которого расположен источник света. Изображение фиксируется на другом экране — справа. Вследствие дифракции свет, проходящий через отверстие, расходится, поэтому область, которая была затемнена по законам геометрической оптики, будет частично освещённой. В области, которая при прямолинейном распространении света была бы освещённой, наблюдаются колебания интенсивности освещения в виде концентрических колец.
Дифракционная картина для дифракции Френеля зависит от расстояния между экранами и от расположения источников света. Её можно рассчитать, считая, что каждая точка на границе апертуры излучает сферическую волну по принципу Гюйгенса. В точках наблюдения, на втором экране, волны или усиливают друг друга, или гасятся в зависимости от разности хода.

## Интеграл Френеля
В скалярной теории дифракции распределение электрического поля дифрагирующего света в точке (x,y,z) задаётся выражением Релея-Зоммерфельда:
{\displaystyle E(x,y,z)=-{i \over \lambda }\iint _{-\infty }^{+\infty }{E(x',y',0){\frac {e^{ikr}}{r}}\cos \theta }dx'dy'}
где {\displaystyle r={\sqrt {(x-x')^{2}+(y-y')^{2}+z^{2}}}}, {\displaystyle i} — мнимая единица, и {\displaystyle \cos \theta ={\frac {z}{r}}} — косинус угла между направлениями z и r. В аналитическом виде этот интеграл представим только для простейших геометрий отверстий, поэтому он вычисляется обычно численными методами.

### Аппроксимация Френеля
Главная трудность при вычислении интеграла представляет собой выражение для r. Во-первых, упростим вычисления, сделав замену переменных:
{\displaystyle \rho ^{2}=(x-x')^{2}+(y-y')^{2}}
Подставляя это выражение вместо r, найдём:
{\displaystyle r={\sqrt {\rho ^{2}+z^{2}}}=z{\sqrt {1+{\frac {\rho ^{2}}{z^{2}}}}}}
Воспользуемся разложением Тейлора в ряд
{\displaystyle {\sqrt {1+u}}=(1+u)^{1/2}=1+{\frac {u}{2}}-{\frac {u^{2}}{8}}+\cdots }
и выразим r в виде
{\displaystyle r=z{\sqrt {1+{\frac {\rho ^{2}}{z^{2}}}}}=z\left[1+{\frac {\rho ^{2}}{2z^{2}}}-{\frac {1}{8}}\left({\frac {\rho ^{2}}{z^{2}}}\right)^{2}+\cdots \right]=z+{\frac {\rho ^{2}}{2z}}-{\frac {\rho ^{4}}{8z^{3}}}+\cdots }
Если мы рассмотрим все члены разложения, это будет точным выражением. Подставим это выражение в аргумент экспоненциальной функции под интегралом; ключевую роль в приближении Френеля играет пренебрежение третьим членом в разложении, который предполагается малым. Чтобы это было возможным, он должен слабо влиять на показатель степени. Другими словами, он должен быть намного меньше, чем период показателя экспоненты, то есть {\displaystyle 2\pi }:
{\displaystyle k{\frac {\rho ^{4}}{8z^{3}}}\ll 2\pi .}
Выражая k в терминах длины волны,
{\displaystyle k={2\pi  \over \lambda }}
получим следующее соотношение:
{\displaystyle {\frac {\rho ^{4}}{z^{3}\lambda }}\ll 8}
Умножая обе стороны на {\displaystyle z/\lambda }, получим
{\displaystyle {\frac {\rho ^{4}}{z^{2}\lambda ^{2}}}\ll 8{z \over \lambda }}
или, подставляя ранее полученное выражение для ρ2, 
{\displaystyle {\frac {[(x-x')^{2}+(y-y')^{2}]^{2}}{z^{2}\lambda ^{2}}}\ll 8{z \over \lambda }}
Если это условие выполняется для всех значений x, x' , y и y' , тогда мы можем пренебречь третьим членом в разложении Тейлора. Более того, если третий член мал, то все последующие слагаемые более высоких порядков тоже малы, и ими можно пренебречь. Тогда можно аппроксимировать выражение, используя два члена разложения:
{\displaystyle r\approx z+{\frac {(x-x')^{2}+(y-y')^{2}}{2z}}}
Это выражение называется приближением Френеля, а неравенство, полученное ранее, есть условие применимости этого приближения.

### Дифракция Френеля
Условие применимости достаточно слабо и позволяет все характерные размеры взять как сравнимые величины, если апертура много меньше, чем длина пути. К тому же, так как нас интересует только малая область недалеко от источника, величины x и y много меньше, чем z, предположим {\displaystyle \theta \approx 0}, что означает {\displaystyle \cos \theta \approx 1}, и r в знаменателе можно аппроксимировать выражением {\displaystyle r\approx z}.
В противоположность дифракции Фраунгофера, дифракция Френеля должна учитывать кривизну волнового фронта, чтобы правильно учесть относительные фазы интерферирующих волн.
Электрическое поле для дифракции Френеля в точке (x,y,z) дано в виде:
{\displaystyle E(x,y,z)=-{i \over \lambda }{e^{ikz} \over z}\iint _{-\infty }^{+\infty }E(x',y',0)e^{{ik \over 2z}[(x-x')^{2}+(y-y')^{2}]}dx'dy'}
Это - интеграл дифракции Френеля; он означает, что, если приближение Френеля действительно, распространяющееся поле - волна, начинающаяся в апертуре и движущаяся вдоль z. Интеграл модулирует амплитуду и фазу сферической волны. Аналитическое решение этого выражения возможно только в редких случаях. Для дальнейшего упрощения, действительного только для намного больших расстояний от источника дифракции, см. дифракция Фраунгофера.